# History of Cinema (película de 2008)
History of Cinema es un cortometraje experimental irlandés iraní de 2008 dirigido por Rouzbeh Rashidi. La película es una derivación experimental del concepto de cine, expresando esta percepción a través de imágenes y sonido. La película de 33 minutos refleja la noción del séptimo arte con una interpretación totalmente personal y libre.

## Producción
Rashidi filmó la película con cámara web y cámaras de teléfonos móviles entre 2002 y 2004. Cada segmento de la película se filmó y editó por separado, y los compiló juntos en 2008 para la versión final. Rashidi usó imágenes de archivo de las primeras películas del cine y las integró con el resto del material para crear el sentido de la historia. La película está muy saturada, granulada y llena de imágenes distorsionadas. El paisaje sonoro diseñado por Rashidi se agregó a la película con la música elegida.

## Recepción
History of Cinema se estrenó en el Global Cinema Festival 2009 en India. Lucca Film Festival 2010 - (An)Otra categoría de cine irlandés.